# Egon7
Egon7 ist eine österreichische Popband, die 1995 vom Saxophonisten Egon Tertinegg gegründet wurde. Zunächst ausschließlich als Live-Coverband bekannt, wurde 2011 mit Viva la Musica erstmals ein eigenes Lied veröffentlicht, das die Charts erreichte.

## Geschichte
Bei der Gründung der Band Egon7 und in den folgenden Jahren umfasste das Repertoire hauptsächlich Schlager- und Tanzmusik. Bis 2005 entwickelte die Band sich zu einer der meistgebuchten Coverbands Österreichs. Seit 2005 ist der Auftritt mit zur Musik passenden Kostümen ein Charakteristikum der Band.
Trompeter Manfred Koch ist seit 1999 Bandleader.

## Diskografie
- 2002: Nur ein Spiel mit dem Feuer (Single, Allmusica)
- 2011: Popcircus (Album, Gingl Music)
- 2011: Viva la Musica (Single)